# Stingray Music
Stingray Music es un servicio de audio multiplataforma internacional con sede en Canadá que transmite música continua en streaming y otras formas de audio en múltiples canales. El servicio es propiedad de Stingray Group.
Mientras una canción se reproduce en el audio, el nombre del canal, el artista, la canción, la dirección web de Stingray y las imágenes prediseñadas del género musical se muestran en cada canal de música y la calidad de audio es básica.

## Historia

Logo original de Galaxie (1997-2000). De 2000 a 2003, se eliminó el óvalo naranja.

Los inicios del servicio en Canadá comenzaron en diciembre de 1981, cuando la Canadian Broadcasting Corporation recibió la aprobación de la Canadian Radio-television and Telecommunications Commission (CRTC) para lanzar un servicio nacional de audio de pago llamado Galaxie que constaba de 30 canales en inglés y francés.
El servicio se lanzó como Galaxie el 10 de septiembre de 1983, bajo la propiedad de la Canadian Broadcasting Corporation al ofrecer 30 canales de música.

Logotipo de Galaxie de 2003 a 2009.

Debido a la duplicación de servicios, en 2002, Galaxie y Max Trax (un servicio de televisión similar propiedad de Corus Entertainment en ese momento) acordaron proporcionar un servicio de distribución de audio de 40 canales en conjunto a proveedores de televisión por cable digital y satelital llamado Galaxie Max Trax. El paquete constaba de 20 canales Galaxie y 20 Max Trax.
A fines de diciembre de 2008, Stingray Digital obtuvo una licencia de transmisión de sonido de la CRTC. El 13 de febrero de 2009, Corus Entertainment vendió sus equipos y la marca Max Trax a Stingray para que el servicio se ofreciera sin interrupción hasta que Stingray lanzó su propio servicio.

Logotipo de Galaxie utilizado de 2009 a 2014.

El 1 de octubre de 2009, la marca Max Trax se suspendió, al igual que sus propietarios, Stingray Digital y CBC fusionaron los dos servicios bajo la marca Galaxie. Stingray Digital, que había estado operando como agente exclusivo de ventas y desarrollo de Galaxie desde fines de 2007, asumió oficialmente el cargo de socio gerente del servicio al finalizar la fusión.
Según los registros de la CRTC, Stingray compró Galaxie a CBC en mayo de 2011 por $ 65 millones.
El 18 de noviembre de 2011, Stingray anunció que había ampliado a 100 la cantidad de canales de Galaxie disponibles para ofrecer a los distribuidores. El 10 de enero de 2012, Shaw Cable fue el primer distribuidor en Canadá en lanzar 15 de esos canales adicionales, la mayoría de los cuales se centraron en varios géneros de música multicultural y multilingüe. La lista completa de nuevos canales se presentó a los consumidores cuando SaskTel se convirtió en el primer distribuidor en ofrecer los 100 canales en mayo de 2012.
El 30 de septiembre de 2014, Stingray anunció que uniría todas sus propiedades bajo la marca Stingray, con vigencia inmediata, con Galaxie renombrada como Stingray Music, aunque con canales de audio aún con la marca Galaxie hasta principios de 2015 y el servicio de videos musicales OnDemand es todavía con la marca Galaxie con solo algunos videos musicales con la marca Stingray.
En 2014, Stingray Music lanzó una aplicación móvil. La app se actualizó más tarde en 2015 con más de 1500 canales personalizados conocidos como «Vibes» y estos canales también estarán disponibles más adelante en algunos proveedores de TV, por ejemplo, Bell MTS.
En 2019, se anunció que la aplicación móvil de Stingray Music estaba disponible de forma gratuita en Estados Unidos y Canadá. Los usuarios pueden optar por escuchar el servicio con publicidad o pagar $0,99 (descuento hecho para estudiantes)/$3,99 para acceder al servicio prémium que ya estaba disponible para los suscriptores de los proveedores de televisión participantes. También están disponibles saltos ilimitados, mientras que antes solo se autorizaban 6 saltos por hora.
En agosto de 2020, la compañía anunció el lanzamiento de Stingray Music (con seis plataformas líderes) en Estados Unidos y un mes más tarde se anunció que las participaciones de Stingray en la empresa AppDirect, que estaba a punto de lanzar su propia oferta pública inicial, estaban valoradas en 26 millones de dólares canadienses.

## Programación
Stingray Music emite principalmente música a través de más de 400 canales de manera ininterrumpida disponibles en todo el mundo, cuidadosamente mantenida por 25 programadores de música de Montreal y 75 más en todo el mundo. Cada canal está programado alrededor de un género o tema musical particular, y reproduce entre 150 y 3,000 canciones por día. los canales cubren una amplia gama de géneros y subgéneros que incluyen pop, rock, jazz, música electrónica, música clásica y más. La programación es principalmente en inglés, sin embargo, la programación de canales múltiples en francés, español, punjabi, entre otros idiomas. La mayoría de los canales emiten música, sin embargo, hay otros canales de audio disponibles que emiten instrumentales, sonidos de la naturaleza y otros.
Los programadores de Stingray Music seleccionan la música en función de las tendencias musicales y los comentarios de los espectadores. La secuencia de las canciones y las canciones en sí se actualizan y programan constantemente en momentos exactos utilizando programas informáticos profesionales, sin bloqueos de programación que se repitan exactamente en sí mismos y sin reproducción aleatoria.

## Canales
Nota: Esta lista incluye solo una muestra de algunos canales. Las clasificaciones de señales como TV-MA provienen de AT&T U-verse de Estados Unidos, si el proveedor las ofrece (dichos canales se indican con asteriscos). Los canales con la nota (G) lo denotan (o su formato) se ha llevado desde el principio. Los canales con la nota (M) indican que Max Trax los transfirió después de la fusión de los dos servicios. Los canales ofrecidos varían de un proveedor a otro.
- (G) Adult Alternative*
- Afro Beat
- All Day Party
- Alt-Country / Americana
- Alt Rock Classics
- (G) Alternative*
- Alternative Dance
- Around the World
- (G) Baroque
- Bass, Breaks & Beats
- Big Band
- Bluegrass
- Bollywood Hits
- Broadway
- Canadian Indie*
- Canadiana
- Caribbean Vintage Vibes
- (G) Chamber Music
- (M) Christian Pop & Rock
- Chillout
- (G) Classic Masters
- Classic Hip-Hop
- Classic R&B & Soul
- (G) Classic Rock
- Classical Calm
- Classical India
- Cocktail Lounge
- Cool Jazz
- (G) Country Classics
- Dance Classics
- (G) Dance Clubbin'*
- Dancefloor Fillers
- Dancehall Session
- Deep House
- Drive
- (G) Easy Listening
- Eclectic Electronic*
- (G) En Marge
- Euro Hits
- Éxitos del Momento
- Éxitos Regional Mexicanos
- Éxitos Tropicales
- (G) Flashback '70s
- Folk Roots
- (G) Franco Country
- Franco Rétro
- (G) Franco Pop
- Freedom
- Gospel
- Greatest Hits
- Groove
- Guangdong
- Hard Rock*
- Headbangers*
- Heavy Metal*
- Hindi Gold
- (G) Hit List
- Hip Hop*
- (M) Hip-Hop/R&B*
- (G) Hot Country
- Indie Classics
- Indie Rock
- Jammin'
- Jazz Latino
- (G) Jazz Masters
- (G) Jazz Now
- (G) Jukebox Oldies
- (G) Kids' Stuff
- Latin Lounge
- (M) Le Palmarès
- Mando Popular
- (M) Maximum Party
- (G) Mousses Musique
- Motown
- Nature
- Nederpop
- New Age
- No Fences
- (G) Nostalgie
- Nothin' but '90s
- OMG
- Opéra Plus
- (G) Pop Adult
- Popcorn
- (G) Popular Classical
- Punjabi
- (G) Remember the '80s
- Reggaeton*
- Retro Latino
- Retro R&B
- Ritmos Urbanos*
- Revival 60's - 70's
- Rewind 80's - 90's
- (M) Rock*
- Rock en Español
- Romance Latino
- Salsa/Merengue
- Samba & Pagode
- Soca Motion
- Solo para Peques
- Sounds of South India
- (G) Souvenirs
- Soul Storm
- Southern Jams
- (M) Smooth Jazz
- (M) Swinging Standards
- Swiss Hits
- Tango
- Tagalog
- Tejano y Tex-Mex
- The Asian Flavour
- (G) The Blues
- The Chill Lounge
- The Spa
- Today's K-Pop
- Total Hits Austria
- Total Hits Brazil
- Total Hits France
- Total Hits Italy
- Total Hits Germany
- Total Hits Holland
- Total Hits Poland
- Total Hits Russia
- Total Hits Spain
- Total Hits UK
- Trance*
- Viva México
- World Carnival
- Y2K

### Canales desaparecidos
- Ambient (reemplazado por The Chill Lounge)
- Bande à part (renombrado como Franco Attitude)
- Blues
- Blues' Street (fusionado con Blues para formar The Blues)
- Contemporary Christian (renombrado como The Light)
- CMT (absorbido en Hot Country)
- Dance (fusionado con Rave para formar Dance Clubbin')
- Franco Attitude (renombrado como En Marge en 2020)
- Franco Énergie (absorbido en Franco Pop)
- Franco Relax
- Gold Rock (renombrado como Classic Rock)
- Instrumental/New Age (renombrado como The Spa; New Age luego regresó como un canal independiente)
- Latin Pop (renombrado como Éxitos del Momento en 2020)
- Latino Tejano (renombrado como Tejano y Tex-Mex en 2020)
- Latino Tropical (renombrado como Éxitos Tropicales en 2020)
- Latino Urbana (renombrado como Ritmos Urbanos in 2020)
- Le Top Détente (renombrado como Le Palmarès en 2020)
- Master Works (absorbido en Classic Masters)
- Max Trax Party (renombrado como Maximum Party)
- Memories (absorbido en Easy Listening)
- Musique Bout'Choux (absorbido en Mousses Musique)
- Rap/Hip-Hop (absorbido en The Beat)
- Rave
- Regional Mexican (renombrado como Éxitos Regional Mexicanos en 2020)
- Rock and Roll (renombrado como Jukebox Oldies)
- Rock Alternative (renombrado como Alternative en 2020)
- The '70s (absorbido en Flashback '70s en 2009)
- The '80s (renombrado como Remember the '80s)
- The '90s (renombrado como Nothin' but '90s)
- The Beat (renombrado como Urban Beats)
- The Edge (absorbido en Rock Alternative)
- The Light (renombrado como Christian Pop & Rock en 2020)
- Treehouse (absorbido en Kids' Stuff)
- UK Chart-Toppers (renombrado como Total Hits UK)
- Urban Beats (renombrado como Hip-Hop/R&B en 2020)
- World (renombrado como Around the World)

## Desarrollo para nuevos artistas
Stingray Music patrocina a los «Stingray Rising Stars Awards» (anteriormente «Galaxie Rising Stars») unos premios presentados en una variedad de festivales de música y presentaciones de premios cada año, incluyendo a los Canadian Music Week Indie Awards, los East Coast Music Awards, y los Western Canadian Music Awards, entre muchos otros. Stingray también patrocina el concurso Songs from the Heart, una competencia anual para compositores nuevos y emergentes. El premio Colleen Peterson Songwriting se otorga al ganador de la competencia.

## Cableperadores
- -  Argentina:

TeleRed, Gigared, DirecTV, Flow (bajo el nombre cienradios.com)
- -  Paraguay:

Tigo Star Paraguay, Claro TV
- -  Uruguay:

Nuevo Siglo, MonteCable, TCC, DirecTV Uruguay

## Internacional

### América
Stingray Music también se transmite tanto en Estados Unidos como en el Caribe a través de varios proveedores de televisión. La expansión comenzó en 1995 con la adición de Stingray a varios proveedores de televisión del mercado más pequeño en Estados Unidos y en 1996, se añadió Galaxie a WIV Cable TV en los Turcos y Caicos, así como en Trinidad y Tobago. En abril de 2011, Galaxie amplió aún más su alcance cuando la compañía de cable estadounidense Insight Communications eligió a Galaxie como su nuevo proveedor de radio para reemplazar el servicio Urge de MTV Networks en su área de servicio en Indiana, Kentucky y Ohio. Galaxie se expandió más hacia el Caribe con el lanzamiento al proveedor de televisión jamaicano Telstar Cable. En octubre de 1997, Galaxie se agregó a más servicios de televisión de Estados Unidos. Galaxie amplió su expansión en las regiones del Caribe y América Latina con su lanzamiento en varios proveedores de televisión en varios países, incluyendo Costa Rica, Guatemala, República Dominicana, St. Marteen, y otros 10.
El 29 de octubre de 2014, se lanzó Stingray Music en AT&T U-verse, agregando aproximadamente seis millones de suscriptores. En diciembre de 2004, Altice USA realiza un acuerdo con Stingray para reemplazar a su principal rival, Music Choice, en los sistemas de cable (incluidos los anteriores sistemas de Cablevision en la ciudad de Nueva York, y Suddenlink). Al mismo tiempo, Stingray abandonó su apuesta por adquirir música.

### Europa
Stingray compró las operaciones europeas de Music Choice en 2011, que cambió de nombre a Stingray Music en abril de 2015.
En 2014, Stingray Digital adquirió el servicio prémium holandés XLnt Radio (junto con Lite TV) de Archibald Media Group.

### Oceanía
En Australia, Stingray se asocia con el proveedor de televisión de pago Foxtel para ofrecer un conjunto de canales de audio bajo el nombre de Foxtel Music a través de los servicios de cable y satélite de este último. Los suscriptores de Foxtel también tienen acceso a la aplicación Stingray Music, que permite a los usuarios transmitir los canales en su dispositivo móvil.